# Полабські слов'яни

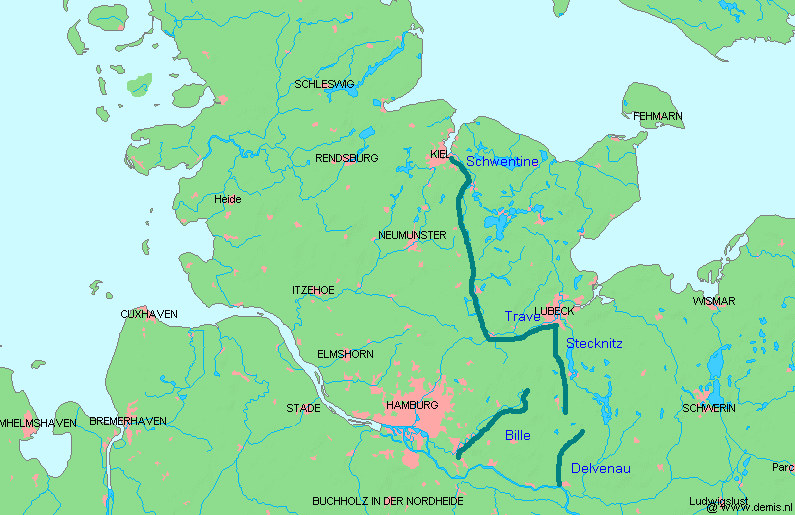
«Саксонський вал» — кордон між саксами і ободритами у 810 році.

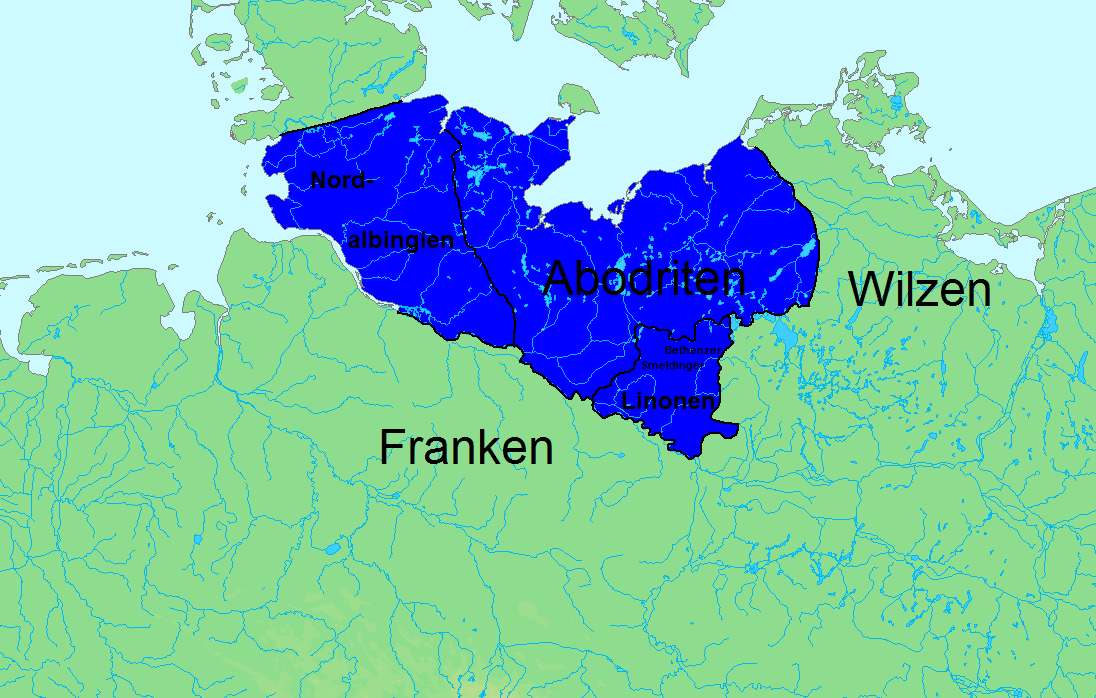
Ободрити при князі Дражко.

Пола́бські слов'я́ни (серб. Полапски Словени, в.-луж. Połobscy Słowjenjo; н.-луж. Połobske Słowjany, чеськ. Polabští Slované, пол. Słowianie połabscy) — західнослов'янські племена (балтійські слов'яни), що належали до Лехіцьких племен і населяли приблизно з кінця VI ст. до середини XII ст. схід, північ та північний схід сучасної Німеччини: території від гирла річки Лаба (Ельба) та її притоки Сала (Заале) на заході, до річки Одра (Водрем, Одер) на сході, від Рудних гір на півдні і до Балтійського моря на півночі. На сході межували із любушанами і поморянами, на заході з саксами, а на півдні із чеськими племенами. Полабські слов'яни були союзниками Ярослава Мудрого (989–1010 рр.).

## Поділ полабських племен
Полабські слов'яни мали три основні племінні союзи: 
1. лужицькі серби (лужичани),
2. лютичі (велети або вільці) та
3. ободрити (бодричі).

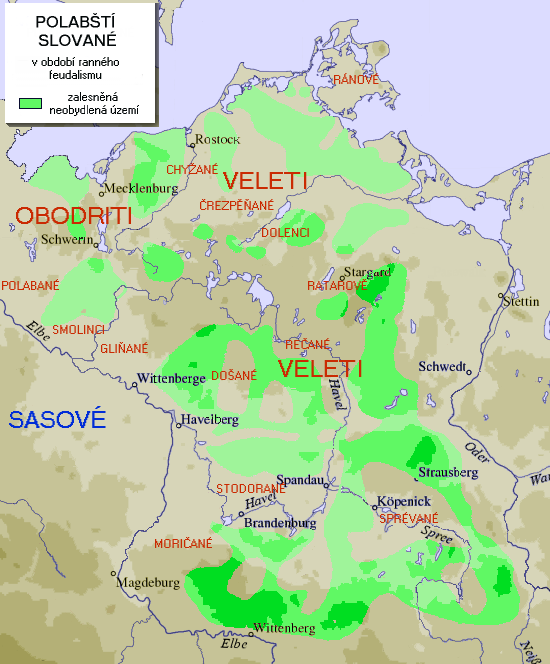
Розселення полабських слов'ян.

Найбільшими і найвагомішими полабськими племенами Ободрицького союзу були:
- Власне бодричі — головне місто Шверін, Мехлін, Рерік
- Вагри — головне місто Староград (нині Ольденбург)
- Варни — головне місто Велиград (нині Мекленбург)
- Полаби — головне місто Ратибор ( нині Рацебург)
- Глиняни — головне місто Лучин (нині Ленцен)
- Древани — головне місто Люхов (Lüchow)
- Бутинці — головне місто Бутин (Land Boitin)
- Смолинці — головне місто Конов (Malliß), Вендланд, південний берег Лаби

Племена згадуються Баварським географом у IX столітті.
Жили на території північно-західного Полаб'я.

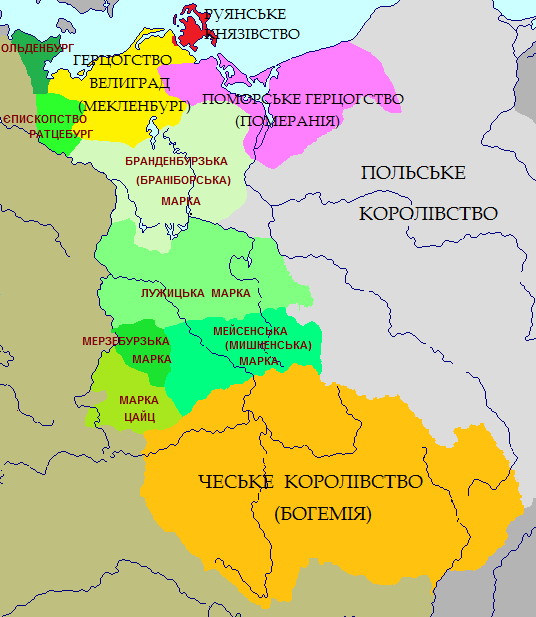
Слов'янські держави (чорні назви) і німецькі «марки» (червоні назви), утворені на землях полабських слов'ян (XIII ст.).

- Велети — з кінця Х ст. відоміші як Лютичі, створили Велетський союз до якого входили:
  - Черезпеняни
  - Хижани
  - Доленчани
  - Дошани
  - Нелетичі — головне місто Хоболін (Havelberg)
  - Плоні
  - Ратари — головне місто Радогощ (Radogast)
  - Речани
  - Спревяни — головне місто Копенік (Köpenick)
  - Стодоряни — головне місто Бранібор (Бранденбург)
  - Украни
  - Замчичі
  - Земчичі
  - Стодоряни — об'єднання Нелетичів, Плоні, Замчан і Дошан.

Жили в межиріччі Спреви і Хоболи, північно-західне Полаб'я, головним містом був Радогощ.
- Полабські серби — об'єднання сербських племен. до якого входили:
  - Доломичі — інакше Гломачани, головним містом був Гане, потім Мішно, тепер на тому місці Майсен (Meißen)
  - Лужичани
  - Мільчани — мешкали на території теперішньої Верхньої Лужиці.
  - Чутичі
  - Сусличі
  - Колядичі
  - Жирмунтовичі
  - Житичани

Мешкали на півдні Полаб'я.
- Руяни — мешкали на острові Рана (нині Рюген нім. Rügen), місто Аркона

## Вендська держава
Вендська держава, або Вендське князівство, було політичним утворенням, створеним полабськими слов'янами у Центральній Європі, яке досягло апогею в XI столітті. Основоположником держави був князь Готшалк, відомий своєю авторитарною владою та спробами християнізації. Він об'єднав племена лютицького та бодрицького союзів, а також деяких поморських слов'ян. Його правління знаменувалося активною політичною та військовою діяльністю, спрямованою на зміцнення держави та поширення християнства серед язичницьких племен.
Готшалк, збудувавши міцну державу, намагався втримати її єдність шляхом укладання династичних шлюбів та союзу з сусідніми князівствами. Однак його спроби християнізації та централізації влади наштовхнулися на опір з боку місцевих племен, які прагнули зберегти свою автономію та традиційні вірування. Після смерті Готшалка у 1066 році, держава почала слабшати через внутрішні конфлікти та напади зовнішніх ворогів, таких як сакси та данці.
Вендська держава проіснувала до 1129 року, коли була ліквідована через внутрішні династичні чвари та постійні війни. Незважаючи на коротке існування, вона залишила значний слід в історії Центральної Європи, вплинувши на подальший розвиток політичної та культурної карти регіону. Полабські слов'яни, хоча і були поглинені іншими державними утвореннями, зберегли свої культурні особливості, які продовжують існувати в регіоні до сьогодні.

## Боротьба з німецькою експансією
Полабські слов'яни протистояли німецькій експансії у XII столітті. Генріх Лев, герцог Саксонії, ініціював хрестовий похід проти бодричів у 1142 році, спрямований на їх християнізацію та підкорення. Масовий опір бодричів під керівництвом князя Ніклота у 1147 році зупинив спроби підкорення, але остаточно бодричі були підкорені у 1160 році. На захоплених землях було створено Мекленбурзьке герцогство.

## Культура і суспільство
Археологічні знахідки засвідчили, що полабські слов'яни користувалися рунічним письмом, слов'янськими рунами. А в їх вірі використовувалися обереги, амулети ідолів ідентичні кам'яним бабам степів України (публікація 1958 р. німецьких археологів, каталог А. Шмідта-Хеклау щодо археологічних знахідок Полаб'я в дисертації 1997 р.). У древніх слов'ян не було релігії, була в них віра.
В ієрархії, над всіма племенами полабських слов'ян — були жерці (волхви). Вони володіли багатствами із приношень вірян, з частини захопленого в походах, а також з доходів отриманих від храмових маєтностей. У деяких племен склалася ієрархія волхвів, які неодмінно були учасниками всіх нарад слов'янської знаті, рада племінних князів і вождів з воєводами, відігравали важливу ролю в народному зібранні (віче). Між зібраннями рад та віче кожним окремим племенем керували старійшини, які його скликали і розпускали ради та віче. Жерці займалися ворожіннями і проріканнями (без ворожінь не починалися важливі справи), здійснювали обряди, призначали релігійні свята і керували їх проведенням. Віра у полабських слов'ян (прибалтійських слов'ян), на відміну від інших слов'янських племен, досягла високого рівня розвитку. Основою її була віра в одного головного небесного бога — владику світу (аналог християнського уявлення про Господа Бога Творця), а також інших богів — його дітей та онуків (аналог християнської теології «обоження», «богосинівства»); старший з дітей звався Святовит. Богам присвячувалися храми і гаї. Існував Святовит з трьома головами — Триглав (аналог християнського уявлення про триєдиного Бога), а також бог пекла — Чорнобог (аналог християнського уявлення про диявола та сатану). Шанувалася богиня життя на ім'я Жива, бог родючості — Радогост, і покровитель воїнів Яровит. Радигостові поклонялися в м. Радогощі — місто племені Ротарів (родаріїв). Яровиту був присвячений храм в м. Велегощі. Всі ці божества були спільними для більшості племен. Крім них існували й інші ідоли, яким поклонялися тільки окремі племена або навіть роди та родини. У період боротьби за незалежність державного утворення полабських слов'ян Славії ця віра стала прапором свободи, позбавлення від чужоземного ярма, німців-окупантів (див. «Хрестовий похід проти слов'ян»).
Центральної влади не було. Влада племінного князя була слабкою, у всіх важливих питаннях він залежав від знаті (аристократії союзу племен). Помор'я представляло собою союз аристократичних республік, в кожній з яких торгова аристократія панувала над земельною. Але у бодричів княжа влада досягла порівняно високого авторитету: В XI ст. князь Ратибор поклав кінець відомій самостійності областей, усунув або винищив частину старійшин, чим зміцнив центральну владу, цьому сприяла військова небезпека з боку саксів. Врешті бодричі до XI ст. оформили ранньофеодальну державу «Славія» з досить сильною центральною владою.
Кілька селищ зазвичай складали їх громаду. Приватної власності на землю не було, пасовища та угіддя перебували в загальному користуванні, орна земля регулярно піддавалася переділам. Житла, предмети побуту, зброя, судна перебували у приватній власності. Головними виробниками матеріальних благ були «смарди» — вільні люди, котрі вирішували громадські справи на народних зборах (віче, наради, ради). Вони ж несли військову службу, будували дороги та фортеці. З XI ст. розпочався процес масового розорення і закріпачення «смардів», особливо у бодричів і поморян. Племінні вожді (князі) й старійшини почали формуватися в групу, що різко виділялася від решти населення. Відбираючи землю у роду і племені, вони передавали її у спадок, перетворюючи у власність родини. Вони ж володіли рабами, коштовностями та іншим майном, здобутим у війнах. Ця знать сиділа у своїх округах і спиралася на безліч близьких і далеких родичів. В її розпорядженні знаходилися постійні військові дружини. І політичні порядки у різних племен були не однаковими.

## Економіка та торгівля
Економіка полабських слов'ян базувалася на рільництві та ремеслах. Основу сільського господарства становило землеробство: сіяли жито, пшеницю, овес, розводили льон і коноплю, займалися садівництвом і городництвом. Використовувалися соха і плуг, борона і серп. Було розвинене скотарство (велика і дрібна рогата худоба), свині, коні. Важливе місце займав рибний промисел. Для лову риби використовувалися легкі та рухливі човни. 
Ремесла були важливою складовою економіки полабських слов'ян.  Про високий розвиток ремесла свідчать знаряддя праці. Слов'яни ткали полотно і сукно, займалися виробленням шкіри, гончарним ремеслом. Існувало до 20 видів ремесел з виготовлення зброї та військового спорядження: сокир, мечів, кольчуг, шоломів тощо. Було розвинене виробництво виробів з кісток й рогів. В деяких місцях розроблялися поклади солі. Високого рівня досягло теслярство, будівельне ремесло, про що свідчать храми і громадські будівлі з дерева та пісковику. Хроніст Тітмар Мерзебурзький свідчив, що «Є в землі (племені) Радаріїв якесь місто за назвою Радогощ … У місті є храм, майстерно побудований з дерева, в якому опорні стовпи замінені рогами різних звірів. Стіни … ззовні прикрашені чудовим різьбленням, що зображує різних богів і богинь … а всередині стоять ідоли богів ручної роботи, страшні на вигляд, в повному озброєнні, в шоломах і латах; на кожному вирізано його ім'я» (Тобто була своя писемність у них).
Торгівля відігравала ключову роль в економіці полабських слов'ян, встановлюючи зв'язки з сусідніми народами, такими як германці, скандинави та інші слов'янські племена. Вона зосереджувалася в містах Волинь, Колобжег, Щетин та інших. У X-XI ст. особливо велика була роль Воліна. Адам Бременський розповідає, що в цьому місті, «багатому товарами всіх північних народів, є все що спитаєш дорогого і рідкісного … сюди стікаються купці всіх народів — і греки, і варвари». У XII ст. торгова гегемонія переходить до м. Щетина. Полабські слов'яни торгували зерном, худобою та товарами моря, такими як риба та солона риба, бурштин, а також вироби ремісників. Місцеві жителі продавали полотно, мед, рибу, бурштин. Значне місце займала торгівля рабами-військовополоненими.
Розташування полабських слов'ян на перетині важливих торговельних шляхів сприяло розвитку їхньої економіки та культури. Вони використовували річкові та морські маршрути для обміну товарами, що дозволяло їм підтримувати економічні контакти з віддаленими регіонами. Це сприяло не лише економічному зростанню, але й культурному обміну, який збагачував полабські племена та сприяв їхньому розвитку.
Незважаючи на розвинену торгівлю, у прибалтійських і полабських слов'ян до XII ст. не було в обігу своїх металевих грошей, не карбували. Вони користувалися різноманітною іноземної монетою, в тому числі арабською грошовою одиницею. Міста до початку XII ст. стали центрами ремесел і торгівлі. Для них характерні великі посади, потужні укріплення й численне населення, яке спеціалізувалося в окремих галузях ремесла та різних промислах.

## Релігія
Полабські слов'яни зберігали язичницькі вірування, які були частиною їхньої культурної ідентичності. Релігійні центри, такі як храм у Ретрі, відігравали важливу роль у суспільному житті. Наприклад, ідол Святовита з Аркона (IX—XII століття) був одним із центральних об'єктів поклоніння. Археологічні розкопки виявили укріплені городища, посуд, прикраси та оборонні споруди, що свідчить про високий рівень військової архітектури та розвинену територіальну організацію. Перехід на християнство сприймався не лише як зміна релігійних поглядів, а й як зміна етнічної ідентичності. Християнізація часто використовувалася як засіб політичної експансії, що проходила повільно, дозволяючи зберігати традиційні звичаї.